# ハルキディキ県

ハルキディキ県
Περιφερειακή ενότητα Χαλκιδικής測地系: 北緯40度20分 東経23度30分 / 北緯40.333度 東経23.500度座標: 北緯40度20分 東経23度30分 / 北緯40.333度 東経23.500度

ハルキディキ県（ハルキディキけん、Χαλκιδική / Chalkidikí）は、ギリシャ共和国の中央マケドニア地方を構成する行政区（ペリフェリアキ・エノティタ）のひとつ。県都はポリギロス。
エーゲ海に突き出したハルキディキ半島の主要部分を占める。古代にはカルキディケー（古代ギリシア語: Χαλκιδική / Khalkidikḗ）と呼ばれた。

## 地理

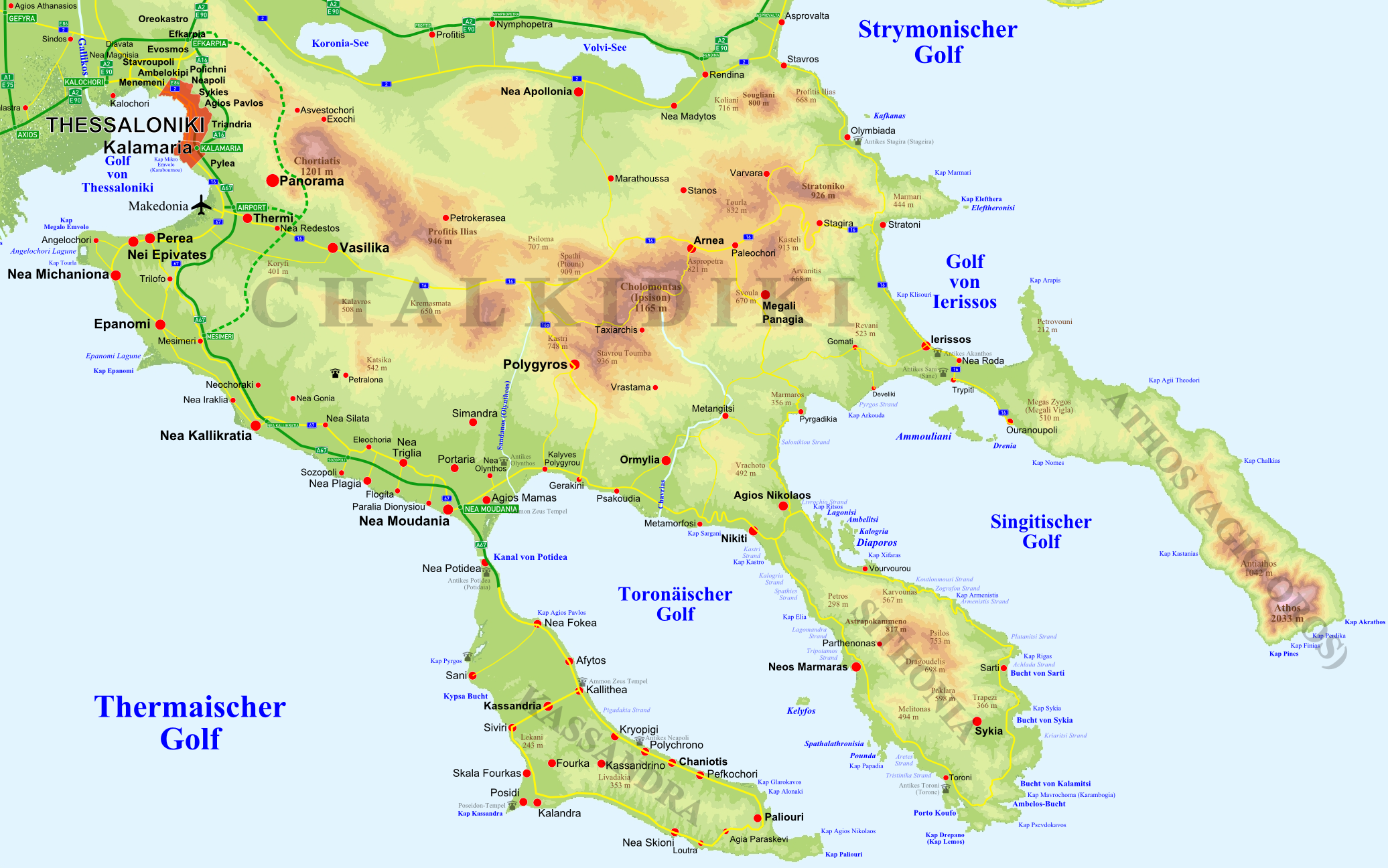
ハルキディキ半島（ドイツ語）

### 位置・広がり
ハルキディキ県は、中央マケドニア地方の南部に位置する。ハルキディキ半島の主要部分を占め、北にテッサロニキ県と接する。
ハルキディキ半島（Χαλκιδική χερσόνησος）は、エーゲ海の北西部に突き出した大きな半島である。ハルキディキ半島を「掌」に見立てたとき、「指」状に突き出した3本の半島がある（ギリシャでは「足」と表現される）。それぞれの「指」は、西からカサンドラ半島（Χερσόνησος της Κασσάνδρας）、シトニア半島（Χερσόνησος της Σιθωνίας）、アトス半島（Χερσόνησος του Άθως）と呼ばれている。最も東側のアトス半島（アトス山）はギリシャ正教の修道士たちによる自治国「アトス自治修道士共和国」となっており、ギリシャ共和国の一般的な地方行政の外に置かれている。このため、ハルキディキ県には含まれない。
古来、これらの「指」を船で短絡する試みはいくたびか行われており、ペルシャ戦争時にクセルクセス1世がアトス半島の峻険な海岸を避けるべく、その付け根に運河 (it) を掘らせたことは知られている。クセルクセスの運河は現存しないが、カサンドラ半島の付け根のポティデア (Potidaea)（古称: ポティダイア）にも古代にさかのぼる運河 (it) があり、こちらは現在も運用されている。
ハルキディキ半島西側の海をテルマイコス湾、カサンドラ半島とシトニア半島に挟まれた湾をトロネオス湾(Toroneos Kolpos)、シトニア半島とアトス半島に挟まれた湾をシンギティコス湾(Siggitikos Kolpos)と呼び、ハルキディキ半島東側の海をスティモニコス湾と呼ぶ。シンギティコス湾には、西にディアポロス島 (Diaporos Island) 、東にアムリアニ島 (Ammouliani) が所在する。

### 地勢
アトス半島は先端にアトス山を擁する峻険な山岳地帯である。
県の北部にはホロモンダス山脈が広がっている。県の海岸部には砂浜が多くあり、夏のリゾート地となっている。
- シトニア南端の風景
- アイオス・ニコラオスから見たアトス山
- ニキティ附近

### 主要な都市・町

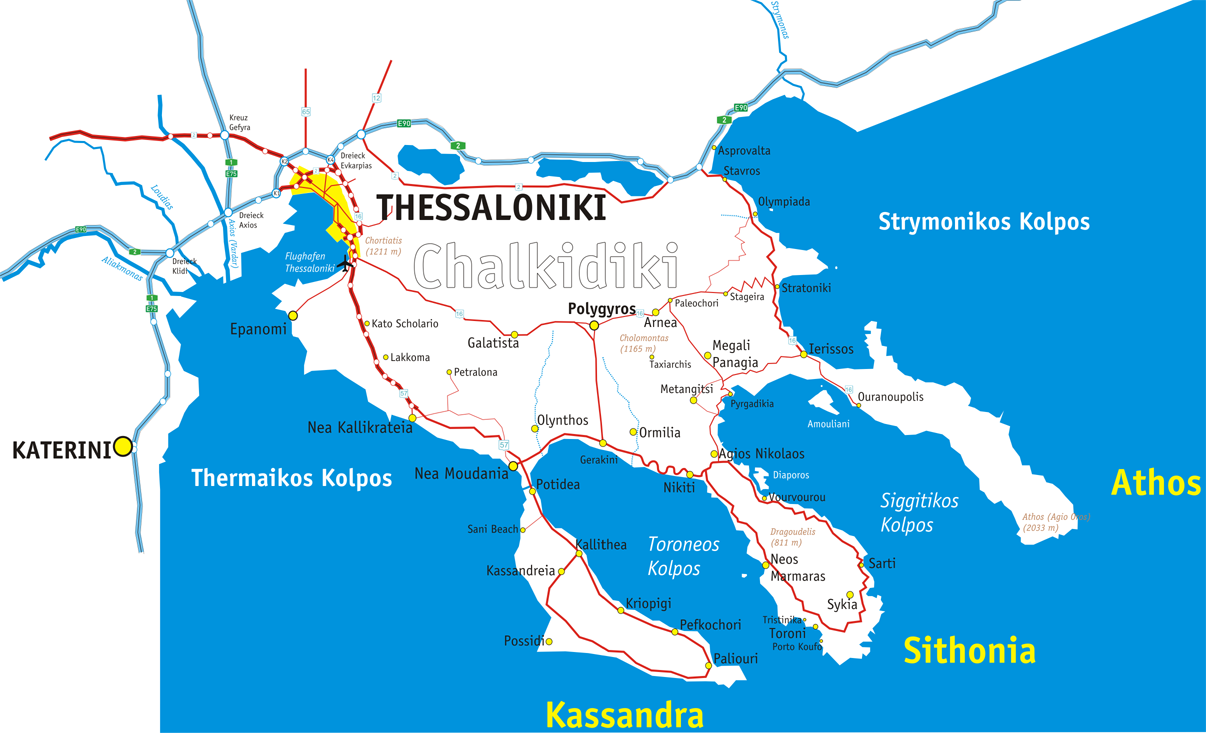
ハルキディキ半島

人口3000人以上の都市には以下がある（人口はいずれも2001年国勢調査）。
- ネア・ムダニア（英語版）（ネア・プロポンディダ市） - 6,475人
- ネア・カリクラティア（ギリシア語版）（ネア・プロポンディダ市） - 6,204人
- ポリギロス（ポリギロス市） - 5,040人
- オルミニア（ギリシア語版）（ポリギロス市） - 3,272人
- イエリソス（ギリシア語版）（アリストテリス市） - 3,046人

県域に1万人を超える都市はない。県都ポリギロスは、県域ほぼ中央にある内陸の都市である。テルマイコス湾岸（西岸）にはネア・ムダニアやネア・カリクラティア、シトニア半島の付け根にはニキティ (el) やアイオス・ニコラオス (en) 、シトニア半島にはネオス・マルマラス (en) 、スティモニコス湾岸（東岸）のアトス半島付け根にはウラノポリ (en) やイエリソスなどの町が位置している。
- ポリギロスの教会
- カリクラティア
- アイオス・ニコラオス

## 歴史
古代にはハルキディキ一帯はトラキア地方の一部であった。
紀元前8世紀頃に、ハルキスやエレトリアなどのエウボイア島の都市などからのギリシャ人入植者が渡来し、メンデ、トロニ、スキオニといった都市を建設した。また、紀元前6世紀になるとアンドロス島からの移民も入植した。ハルキディキにあった古代都市スタギラは、偉大な哲学者アリストテレスの出生地でもある。

## 行政区画

ハルキディキ県

### 市（ディモス）
ハルキディキ県は、以下の自治体（ディモス、市）から構成される。人口は2001年国勢調査時点。
|   | 自治体名             | 綴り           | 政庁所在地          | 面積 Km² | 人口   |
| - | -------------------- | -------------- | ------------------- | -------- | ------ |
| 1 | ポリギロス           | Πολύγυρος      | ポリギロス (el)     | 952.0    | 23,152 |
| 2 | アリストテリス       | Αριστοτέλης    | イエリソス (el)     | 739.9    | 18,861 |
| 3 | ネア・プロポンディダ | Νέα Προποντίδα | ネア・ムダニア (el) | 380.8    | 33,801 |
| 4 | カサンドラ           | Κασσάνδρα      | カサンドリア (el)   | 333.7    | 16,153 |
| 5 | シトニア             | Σιθωνία        | ニキティ (el)       | 514.7    | 12,927 |

### 旧自治体（ディモティキ・エノティタ）

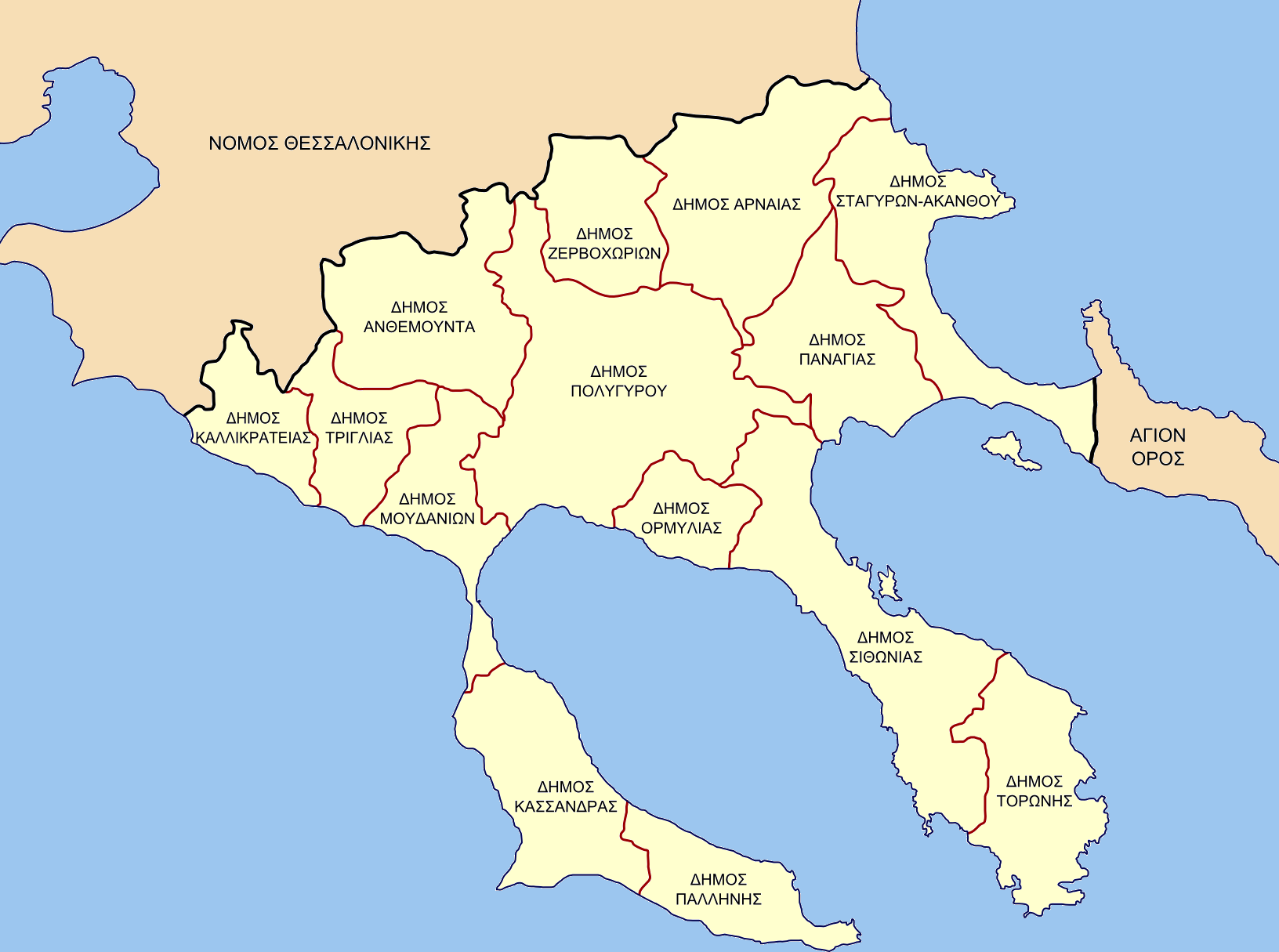
ハルキディキ県の旧自治体（1999年 - 2010年）

カリクラティス改革（2010年）以前の広域自治体（ノモス）としてのハルキディキ県は、以下の基礎自治体（ディモス）から構成されていた。改革後、旧自治体は新自治体（ディモス）を構成する行政区（ディモティキ・エノティタ）となっている。
|    | 旧自治体             | 綴り            | 政庁所在地                | 新自治体             |
| -- | -------------------- | --------------- | ------------------------- | -------------------- |
| 1  | ポリギロス           | Πολύγυρος       | ポリギロス                | ポリギロス           |
| 2  | アンテムンタス       | Ανθεμούντας     | ガラティスタ (el)         | ポリギロス           |
| 3  | アルネア             | Αρναία          | アルネア (el)             | アリストテリス       |
| 4  | ゼルヴォホリア       | Ζερβοχώρια      | パレオホラ (el)           | ポリギロス           |
| 5  | カリクラティア       | Καλλικράτεια    | ネア・カリクラティア (el) | ネア・プロポンディダ |
| 6  | カサンドラ           | Κασσάνδρα       | カサンドリア              | カサンドラ           |
| 7  | ムダニア             | Μουδανιά        | ネア・ムダニア            | ネア・プロポンディダ |
| 8  | オルミリア           | Ορμύλια         | オルミリア (el)           | ポリギロス           |
| 9  | パリニ               | Παλλήνη         | ハニオティ (el)           | カサンドラ           |
| 10 | パナギア             | Παναγιά         | メガリ・パナギア (el)     | アリストテリス       |
| 11 | シトニア             | Σιθωνία         | ニキティ                  | シトニア             |
| 12 | スタギラ＝アカントス | Στάγιρα-Άκανθος | イエリソス                | アリストテリス       |
| 13 | トロニ               | Τορώνη          | シキア (el)               | シトニア             |
| 14 | トリグリア           | Τρίγλια         | ネア・トリグリア (el)     | ネア・プロポンディダ |

- Διοικητική διαίρεση νομού Χαλκιδικής (πρόγραμμα Καποδίστριας) - ハルキディキ県の自治体・集落一覧（1999年 - 2010年）

### 郡（エパルヒア）
県には、西部にハルキディキ、東部にアルネアの2つの郡（エパルヒア）があったが、2006年以降法的な位置づけは行われていない。アルネア郡の範囲は2011年以後のアリストテリス市と一致する。
| 郡名                | 綴り      | 中心地     |
| ------------------- | --------- | ---------- |
| ハルキディキ郡 (en) | Χαλκιδική | ポリギロス |
| アルネア郡 (en)     | Αρναία    |            |

## 交通

### 道路
〔　〕内の地名は県外を示す。
主要な自動車道路
- A-67号線 : 〔テッサロニキ〕  - ネア・カリクラティア  - ネア・ムダニア
- GR-16号線 : 〔テッサロニキ〕  - アルニア - イエリソス[1]
- GR-67号線 (en)  : 〔テッサロニキ〕  - ネア・カリクラティア  - ネア・ムダニア

### 空港
県内に空港はないが、テッサロニキ市街の南に位置するテッサロニキ・マケドニア国際空港が最も近い。

### 港湾
- ムダニア港
- メトヒ・アイオス・パヴロス港
- アムリアニ港
- ウラノポリ港
- イエリソス港

## 著名な出身者

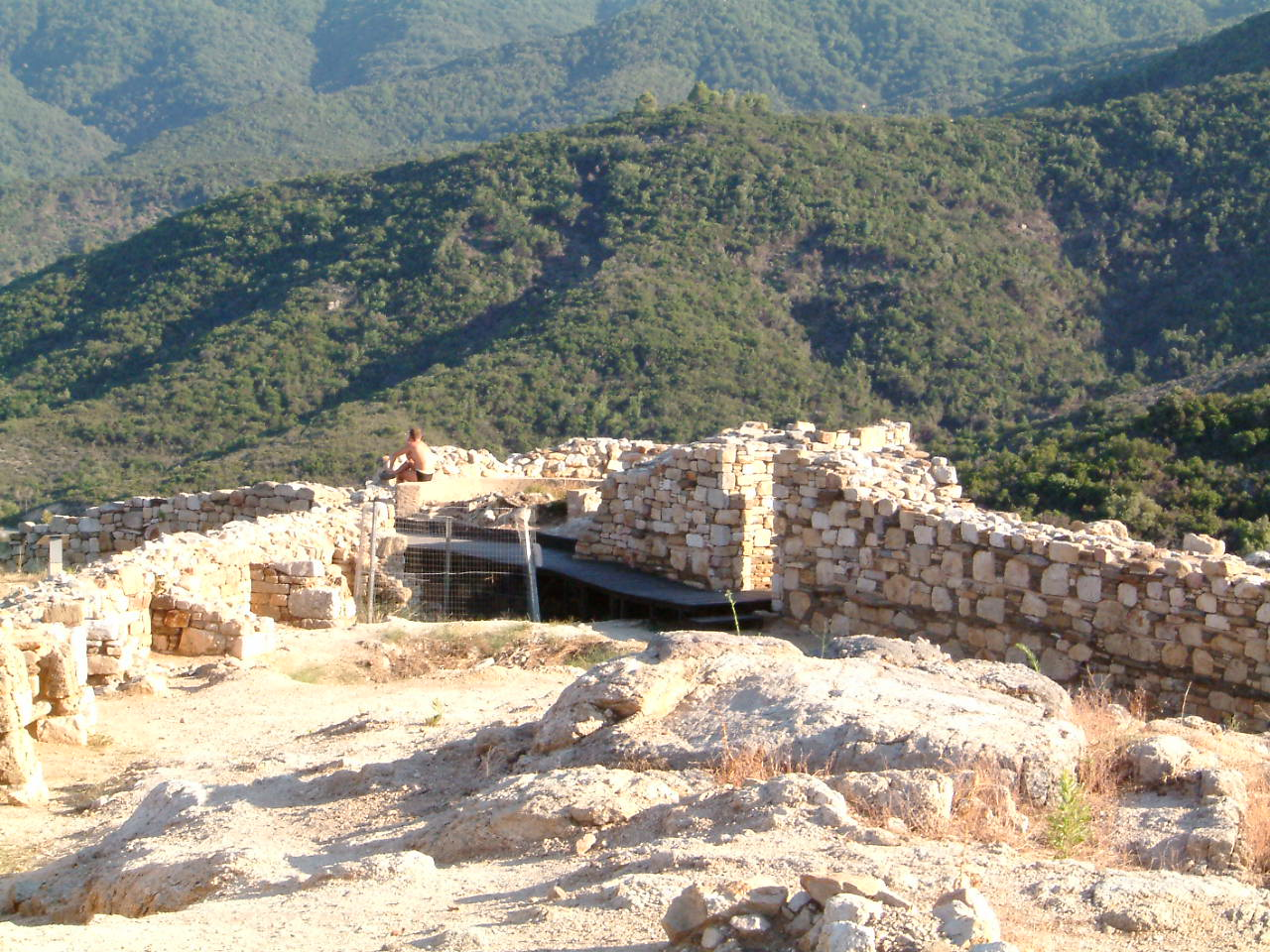
古代都市スタギラの遺跡

- パエオニオス (紀元前5世紀ごろ、彫刻家)
- フィリッポス (プラトンの弟子、天文学者)
- アリストブロス（英語版） (紀元前375年-紀元前301年、歴史家・建築家)
- アリストテレス (紀元前384年-紀元前322年、哲学者)
- カリステネス (紀元前360年-紀元前328年、歴史家)
- クラテス (アレクサンドロス大王時代の水道技師)
- ポセイディッポス (紀元前3世紀、喜劇作家)
- ソクラティス・マラマス (1957-、歌手)
- マノリス・ミツィアス (1944-、歌手)

## テレビ
- ハルキディキTV
- スペルTV